# Quelneuc
Quelneuc (bret. Kelenneg) – miejscowość i gmina we Francji, w regionie Bretania, w departamencie Morbihan. W 2013 roku populacja gminy wynosiła 558 mieszkańców. 
1 stycznia 2017 roku połączono dwie wcześniejsze gminy: Carentoir oraz Quelneuc. Siedzibą nowej gminy została miejscowość Carentoir, a gmina przyjęła jej nazwę. 